# آلساندرو روسینا
آلساندرو روسینا (به ایتالیایی: Alessandro Rosina) بازیکن فوتبال و اهل ایتالیا است که از سال ۲۰۰۷ میلادی عضو تیم ملی فوتبال ایتالیا بوده و در ۱ بازی ملی حضور داشته‌است. او در بازی‌های ملی‌اش گلی به ثمر نرساند.